# Thermalito
Thermalito est une census-designated place située dans le comté de Butte, en Californie. Lors du recensement de 2010, elle comptait 6 646 habitants.

## Démographie
| 2000  | 2010  | - | - | - | - |
| ----- | ----- | - | - | - | - |
| 5 850 | 6 646 | - | - | - | - |

## Source
- (en) Cet article est partiellement ou en totalité issu de l’article de Wikipédia en anglais intitulé « Thermalito, California » (voir la liste des auteurs).